# Pusy-et-Épenoux
Pusy-et-Épenoux település Franciaországban, Haute-Saône megyében. Lakosainak száma 542 fő (2022. január 1.). Pusy-et-Épenoux Auxon, Villeparois, Coulevon, Vesoul, Pusey, Charmoille és Bougnon községekkel határos.

## Népesség
A település népességének változása:
| Lakosok száma | 550  | 547  | 564  | 552  | 549  | 547  | 544  | 542  | 542  |
|               | 2013 | 2015 | 2016 | 2017 | 2018 | 2019 | 2020 | 2021 | 2022 |